# Juan Jerónimo Jalón

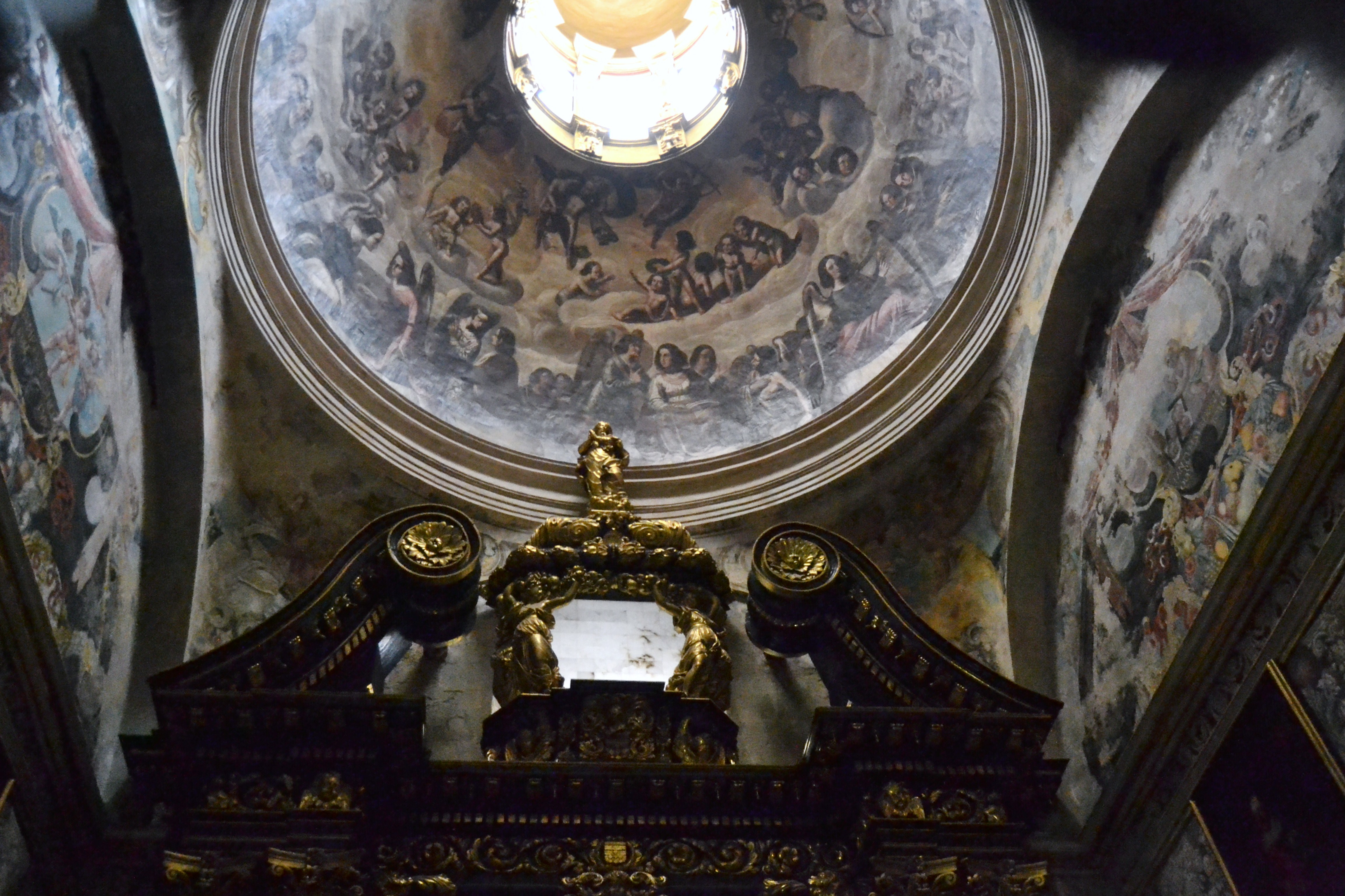
Interior de la capilla de los santos Orencio y Paciencia de la catedral de Huesca con la pinturas murales atribuidas a Juan Jerónimo Jalón.

Juan Jerónimo Jalón el Joven (fl. 1659-1669) fue un pintor y dorador barroco español. 

## Biografía
Miembro de una familia de doradores y pintores originaria de Jaca, se le documenta arrendando unas casas en Huesca en 1659. En ese momento se encontraba casado en segundas nupcias con Ana María Bartolomé y tenía algunos negocios pendientes tanto en Jaca como en Zaragoza por los que nombró procuradores ante notario. Un año más tarde firmó el dorado y policromado de la mazonería de la sacristía de la iglesia de San Lorenzo y en 1662 el dorado del retablo del convento de San Agustín. En 1664 trabajaba en la catedral, en el dorado y encarnado del retablo de la Virgen de la Minerva, en el que colaboró su hermano Agustín, lo que podría haberle facilitado el contrato firmado con Vincencio Juan de Lastanosa para hacerse cargo de la pintura mural de la capilla de los Santos Orencio y Paciencia de la catedral oscense, o de los Lastanosa, donde se le ha atribuido también la pintura de la cúpula con una gloria formada por hileras de ángeles en anillos concéntricos de concepción un tanto arcaica. Su pintura, sin embargo, se ha demostrado concluida antes de 1666 y posiblemente por pintor distinto de Jalón, a quien tampoco podría atribuirse la totalidad de la pintura que cubre por completo los muros de la capilla, en la que se advertirían dos manos y la utilización de estampas grabadas.
En 1668 firmó un contrato de compañía con su hermano Agustín por el que ambos se comprometían a no concertar obra ni trabajar por separado por espacio de seis años, pero tres años después, en 1671, gravemente enfermo, dictó su testamento en Huesca. Se sabe por él que había contraído tercer matrimonio con Orosia Pelegrín con quien tenía dos hijas, Josefa, nacida en 1661, y Teresa, nacida en 1664. Tenía además un hijo de su anterior matrimonio, también llamado Juan Jerónimo, que iba a ejercer de boticario en Huesca, y un hermano escultor en Zaragoza llamado Miguel.